# Балвський район
Ба́лвський район (латис. Balvu rajons) — колишній адміністративний район в Латвії. Межував з Алуксненським, Гулбенським, Мадонським, Резекненським, Лудзенським районами Латвії та Росією.
Адміністративний центр району — місто Балві.
Площа району — 2 381,2 км².